# ويلارد كاتساندي
ويلارد كاتساندي (بالإنجليزية: Willard Katsande)‏ (مواليد 15 يناير 1986 في موتوكو، زيمبابوي) هو لاعب كرة قدم زيمبابوي، يلعب حاليًا كلاعب وسط مع نادي كايزر تشيفز ومنتخب زيمبابوي.

## إحصائيات

### الأندية
آخر تحديث 22 يونيو 2016..
| النادي      | الموسم  | الدوري                    | الدوري | الدوري | الكأس المحلي | الكأس المحلي | كأس الدوري | كأس الدوري | قاريًا | قاريًا | أخرى | أخرى  | المجموع | المجموع |
| النادي      | الموسم  | القسم                     | ظهور   | أهداف  | ظهور         | أهداف        | ظهور       | أهداف      | ظهور  | أهداف | ظهور | أهداف | ظهور    | أهداف   |
| ----------- | ------- | ------------------------- | ------ | ------ | ------------ | ------------ | ---------- | ---------- | ----- | ----- | ---- | ----- | ------- | ------- |
| كايزر تشيفز | 2011–12 | دوري جنوب أفريقيا الممتاز | 12     | 0      | 2            | 0            | 0          | 0          | —     | —     | 1    | 0     | 15      | 0       |
| كايزر تشيفز | 2012–13 | دوري جنوب أفريقيا الممتاز | 24     | 0      | 5            | 0            | 0          | 0          | —     | —     | 1    | 0     | 30      | 0       |
| كايزر تشيفز | 2013–14 | دوري جنوب أفريقيا الممتاز | 28     | 1      | 3            | 0            | 3          | 0          | 0     | 0     | 3    | 0     | 37      | 1       |
| كايزر تشيفز | 2014–15 | دوري جنوب أفريقيا الممتاز | 27     | 1      | 1            | 1            | 2          | 0          | 0     | 0     | 4    | 0     | 34      | 2       |
| كايزر تشيفز | 2015–16 | دوري جنوب أفريقيا الممتاز | 27     | 7      | 1            | 0            | 3          | 0          | 0     | 0     | 4    | 0     | 35      | 7       |
| كايزر تشيفز | المجموع | المجموع                   | 118    | 9      | 12           | 1            | 8          | 0          | 0     | 0     | 13   | 0     | 151     | 10      |
| المجموع     | المجموع | المجموع                   | 118    | 9      | 12           | 1            | 8          | 0          | 0     | 0     | 13   | 0     | 151     | 10      |

1. ↑  كأس جنوب أفريقيا
2. ↑  بطولة تيلكوم
3. ↑  دوري أبطال أفريقيا وكأس الاتحاد الكونفدرالي الأفريقي
4. ↑  بطولة إم تي إن 8

### المنتخب
آخر تحديث 22 يونيو 2016..
| المنتخب الوطني | السنة   | ظهور | أهداف |
| -------------- | ------- | ---- | ----- |
| زيمبابوي       | 2010    | 1    | 0     |
| زيمبابوي       | 2011    | 5    | 1     |
| زيمبابوي       | 2012    | 3    | 0     |
| زيمبابوي       | 2013    | 1    | 0     |
| زيمبابوي       | 2014    | 1    | 1     |
| زيمبابوي       | 2015    | 2    | 0     |
| زيمبابوي       | 2016    | 3    | 0     |
| المجموع        | المجموع | 16   | 2     |

### الأهداف الدولية
آخر تحديث 22 يونيو 2016.أهداف زيمبابوي تظهر أولًا على اليمين.
| الهدف | التاريخ       | الملعب                                  | الخصم   | الهدف | النتيجة | المنافسة                                   |
| ----- | ------------- | --------------------------------------- | ------- | ----- | ------- | ------------------------------------------ |
| 1     | 10 أغسطس 2011 | الملعب الوطني للرياضات، هراري، زيمبابوي | زامبيا  | 1–0   | 2–0     | مباراة ودية                                |
| 2     | 1 يونيو 2014  | الملعب الوطني للرياضات، هراري، زيمبابوي | تنزانيا | 2–2   | 2–2     | تصفيات كأس الأمم الأفريقية لكرة القدم 2015 |

## الألقاب

### الأندية
غانرز
- دوري زيمبابوي الممتاز (1): 2009–10

أياكس كيب تاون
- بطولة تيلكوم: الوصيف

كايزر تشيفز
- دوري جنوب أفريقيا الممتاز (2): 2012–13، 2014–15
- كأس جنوب أفريقيا (1): 2012–13

كأس إم تي إن 8(1): 2014

## روابط خارجية
- ويلارد كاتساندي على موقع قاعدة بيانات كرة القدم.إي يو (الإنجليزية)
- ويلارد كاتساندي على موقع ناشيونال فوتبول تيمز (الإنجليزية)
- ويلارد كاتساندي على موقع Soccerway.com (الإنجليزية)